# Harpadon microchir
Harpadon microchir är en fiskart som beskrevs av Günther, 1878. Harpadon microchir ingår i släktet Harpadon och familjen Synodontidae. Inga underarter finns listade i Catalogue of Life.